# Воронежский государственный лесотехнический университет
Воронежский государственный лесотехнический университет имени Г. Ф. Морозова (ВГЛТУ) — высшее учебное заведение города Воронежа.

## История
Этот вуз основан в 1930 году на базе лесного факультета Воронежского сельскохозяйственного института. В различные годы вуз именовался по-разному: Лесотехнический институт (1930—1931), Институт лесного хозяйства (1932—1935), Лесокультурный институт (1936—1937), Лесохозяйственный институт (1938—1955), Лесотехнический институт (1956—1980), Лесотехнический институт ордена Дружбы народов (1980—1994), Лесотехническая академия (1994—2015). В 2015 вуз получил статус университета и переименован в Воронежский государственный лесотехнический университет имени Г. Ф. Морозова.

## Факультеты и кафедры
- Лесной факультет

Кафедры:
лесных культур, селекции и лесомелиорации
лесоводства, лесной таксации и лесоустройства
экологии, защиты леса и лесного охотоведения
ландшафтной архитектуры и почвоведения
ботаники и физиологии растений
философии и социально-гуманитарных наук
- Автомобильный факультет

Кафедры:
автомобилей и сервиса
производства, ремонта и эксплуатации машин
организации перевозок и безопасности движения
математики
физического воспитания
электротехники, теплотехники и гидравлики
- Лесопромышленный Факультет

Кафедры:
древесиноведения
механической технологии древесины
промышленного транспорта, строительства и геодезии
лесной промышленности, метрологии, стандартизации и сертификации
химии
- Экономический факультет

Кафедры:
экономики и финансов
менеджмента и экономики предпринимательства
мировой и национальной экономики
иностранных языков
русского языка, психологии и педагогики
- Машиностроительный факультет

Кафедры:
механизации лесного хозяйства и проектирования машин
автоматизации производственных процессов
безопасности жизнедеятельности и правовых отношений
общей и прикладной физики
машиностроительных технологий
- Факультет компьютерных наук и технологий

Кафедры:
вычислительной техники и информационных систем
информационных технологий
компьютерных технологий и микроэлектронной инженерии
базовая кафедра технического и программного обеспечения вычислительных и информационных систем
- Факультет общественных профессий

## Учебные корпуса и общежития
У университета 7 учебных корпусов, питомнический комплекс, учебно-методический центр, автомобильный городок, учебно-опытный лесхоз, дендрологический парк, 4 общежития:
1. Автогородок, ул. Учебный кордон, д. 5а
2. ОНЦ «Декоративное садоводство», ул. Учебный кордон, д. 5а
3. Учебный корпус № 6 (ОПиБД), ул. Ломоносова, д. 112
4. Учебный корпус № 5 (АПП), ул. Морозова, д. 4
5. Учебно-опытный лесхоз, ул. Морозова, 1Б
6. Общежития № 1,2, 3, 4,5, 6
7. Спортивная база, ул. Тимирязева, д. 8, ул. Докучаева, д. 7, ул. Докучаева, д. 6
8. Учебный корпус № 7, ул. Докучаева, д. 10
9. Лаборатория, ул. Докучаева, д. 6а
10. Учебный корпус № 3 (БЖД), ул. Докучаева, д. 6
11. Дендрарий ВГЛТУ
12. Главный учебный корпус, ул. Тимирязева, д. 8
13. Учебный корпус № 2, ул. Тимирязева, д. 8
14. Учебный корпус № 4 (ПРЭМ), ул. Тимирязева, д. 8
15. Учебный корпус № 8, ул. Докучаева, д. 6
16. Автошкола ВГЛТУ. На базе УМЦ «Автогородок ВГЛТУ», единственного автогородка в Воронежской области и одного из 7 в России, организована автошкола. 30.10.2014 г. получено заключение Управления ГИБДД ГУВД МВД России по Воронежской области о соответствии учебно-материальной базы для образовательной программы подготовки водителей автомототранспортных средств категории «В»[источник не указан 2668 дней].